# Maria Altmann
Maria Altmann (Viena, 18 de fevereiro de 1916 - Los Angeles, 7 de fevereiro de 2011) foi uma cidadã austríaca judia, que emigrou para os Estados Unidos como refugiada por causa do nazismo, tornou-se conhecida pela sua bem sucedida disputa jurídica (A República da Áustria Vs. Altmann)  para retomar cinco pinturas do artista Gustav Klimt, de propriedade de sua família, que foram roubadas durante o período nazista.